# Читаев, Владимир Фёдорович
Владимир Фёдорович Читаев (16 августа 1924 года, село Крестьянка, Мамонтовский район, Алтайский край, СССР — 23 августа 1979 года, Николаев, Николаевская область, Украинская ССР) — полный кавалер ордена Славы, командир отделения моторизированного батальона (65-я танковая бригада, 11-й танковый корпус, 69-я армия,1-й Белорусский фронт), гвардии старшина.

## Биография
Владимир Фёдорович родился 16 августа 1924 года в селе Крестьянка (ныне Мамонтовского района Алтайского края) в семье рабочего. Закончил семилетнюю школу. Свою трудовую деятельность начал токарем на Барнаульском станкостроительном заводе.

## Подвиги
Был призван Кушвинским РВК Свердловской области в августе 1942 года в Красной Армии, на фронте с февраля 1944 года.
8 июля 1944 года в составе моторизированного батальона 65-й танковой бригады командир отделения сержант Читаев в бою за село Торговище под огнём противника первый поднялся в атаку, ворвался во траншею противника, уничтожил расчёт пулемёта, убил офицера, 4 солдат противника. За этот подвиг приказом № 07/н 11-го танкового корпуса от 13 июля 1944 года был награждён орденом Славы III степени.
19 июля 1944 года при освобождении города Любомль сержант Читаев в составе танкового десанта, был ранен, однако остался в строю, уничтожил двух офицеров и около 20 солдат противника. За этот подвиг приказом №156/н 1-го Белорусского фронта был награждён орденом Славы II степени.
18 января 1945 года в районе города Томашув-Мазовецкий (Польша) старшина Читаев с отделением танкового десанта 69-й армии захватил мост через реку Пилица, предотвратил его взрыв, уничтожил несколько солдат противника, взял в плен 3 солдат, гранатами подавил пулемётную точку. За этот подвиг был награждён орденом Славы I степени.
В мае 1945 года командир роты автоматчиков старшина роты Читаев первым ворвался на восточную окраину Берлина, уничтожил около 10 солдат противника. За этот подвиг 7 мая 1945 года был награждён орденом Отечественной войны II степени.

## Послевоенные годы
Владимир Фёдорович был уволен в запас только в 1953 году, жил и работал в городе Николаев (Украина), работал токарем на заводе «Дормашина».
Владимир Фёдорович скончался 23 августа 1978 года.

## Награды
За свои боевые подвиги был награждён:
- 13.07.1944 — орден Славы III степени (орден № 93422);
- 09.08.1944 — орден Славы II степени (орден № 4868);
- 24.03.1945 — орден Славы I степени (орден № 566).
- 07.05.1945 — орден Отечественной войны II степени.